# Älandsbro
Älandsbro – miejscowość (tätort) w Szwecji w gminie Härnösand w regionie Västernorrland. Około 834 mieszkańców.